# Maxine Brown
Maxine Brown, (Kingstree, 1939. augusztus 18. –) soul-, R&B-, gospel-énekesnő.

## Pályafutása
Maxine Brown gyerekkotáfól énekelt. Tinédzserként két New York-i gospelcsoporttal, az Angelairs-szel és a Royaltones-szal lépett fel. 1960-ban szerződött a Nomar Recorsszal, amely az „All in My Mind” című soul-balladát − amelyet Brown maga írt. A kislemez sláger lett, második helyen az amerikai Billboard R&B listáján,  míg a poplistám a 19. volt. Utána megjelent a „Funny”, amely a harmadik helyet érte el az R&B listán és a 25. volt a Hot 100-on.
Brown 1962-ben a ABC-Paramount Recordshoz szerződött. Egy sikertelen év után, amikor számos nem slágerlistás kislemeze volt a Paramountnál, otthagyta a kiadót, és 1963-ban leszerződött a New York-i a Wand Recordshoz. Brown a következő három évben számos jelentős slágert rögzített a Wand számára. Az „Oh No Not My Baby”, 1964-ben a 24. helyet érte el a popslágerlistán, az "„It's Gonna Be Alright” a következő évben a 26. helyet érte el az R&B listán. Duetteket is felvett Chuck Jacksonnal. Az egyik a 10. helyen szerepelt az R&B listán. A Wand azonban a példányszámban elkelt előadókra, különösen Dionne Warwickra összpontosított.
Brown lemezein az összes vokálhátteret a Cissy Houston és a Sweet Inspirations nyújtotta − ugyanazok, akik Elvis Presley-t is támogatták − valamint a producerek, Nick Ashford és Valerie Simpson adták elő. Abban a reményben, hogy bővíthetik Brown és énekespartnere, Chuck Jackson slágereinek számát, Ashford és Simpson a Scepter Recordshoz vitték dalaikat. Amikor elutasították őket, a felkeresték Berry Gordyt a Motown Recordsnál, akik azonnal felvették őket. A Brown és Jackson számára írt dalok Ray Charles kasszasiker slágerei lettek. 1969-ben a „We'll Cry Together” című száma a Billboard R&B listájának 10. helyére került, és a Hot 100-ba is bekerült. Ezt követően egy időt Brown az Avco Recordsnál töltött, de későbbi felvételei már kevés kereskedelmi sikert arattak.

## Albumok
- Maxine Brow (1961)
- The Fabulous Sound of Maxine Brown (1962)
- Maxine Brown, Irma Thomas & Ronnie Dickerson (1964)
- Spotlight on Maxine Brown0 (1964)
- Maxine Brown's Greatest Hits (1967)
- We'll Cry Together (1969)
- Blue Ribbon Country (1975)
- One in a Million (1984)
- Like Never Before (1985)

## Fordítás
- Ez a szócikk részben vagy egészben  a   Maxine Brown című angol Wikipédia-szócikk ezen változatának fordításán alapul.  Az eredeti cikk szerkesztőit annak laptörténete sorolja fel. Ez a jelzés csupán a megfogalmazás eredetét és a szerzői jogokat jelzi, nem szolgál a cikkben szereplő információk forrásmegjelöléseként.